# Esferismo

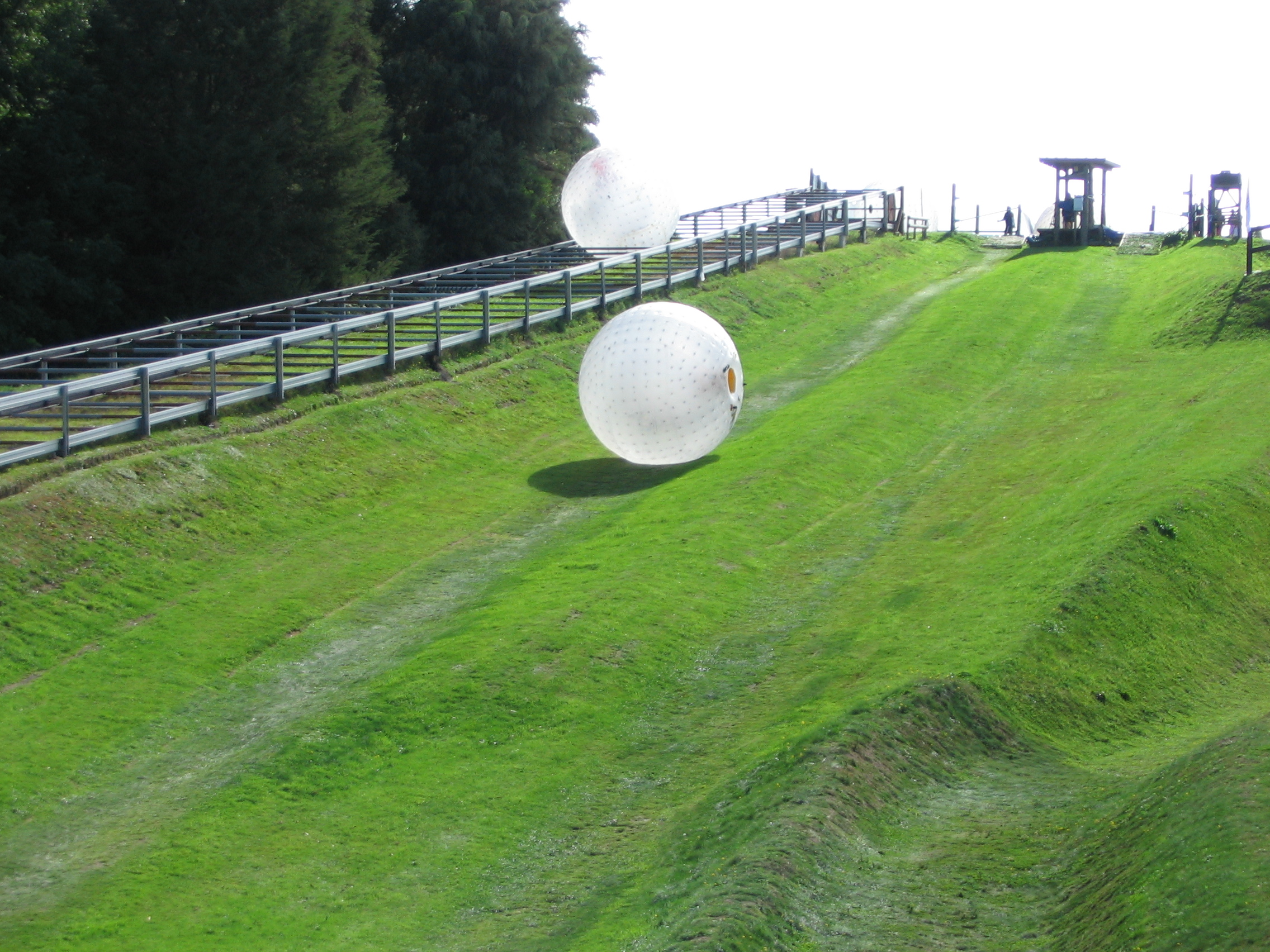
Dos esferas en Rotorua, Nueva Zelanda.

La actividad del esferismo (del inglés sphereing o zorbing) es la práctica recreacional en la que personas ruedan colina abajo dentro de una esfera, generalmente hecha de plástico transparente. El esferismo usualmente es practicado sobre una inclinación sutil, pero también puede practicarse en una superficie plana o incluso sobre agua para mayor control de la persona. Debido a la falta de colinas en algunos lugares, algunos operadores construyen rampas de madera o metal para crear inclinaciones.
Algunas esferas son construidas para un solo pasajero, pero también las hay para dos o tres. Las máximas distancias recorridas son alrededor de 800 metros. La primera esfera fue construida en Nueva Zelanda.

## Construcción
Las esferas son hechas de dos secciones, con una bola dentro de la otra y con una capa de aire entre las dos. Eso actúa como un amortiguador de choques para el pasajero, amenizando los golpes durante la trayectoria. Eso es posible debido a que la esfera está hecha de plástico ligero en vez de plástico rígido. Muchas esferas tienen correas para sujetar a la persona, mientras que otras lo dejan libre para moverse; también se le puede agregar agua adentro. 
Una esfera típica tiene alrededor de 3 metros de diámetro, con una esfera interna de alrededor de 2 metros, dejando un colchón de aire de 60 centímetros alrededor del pasajero. El plástico tiene aproximadamente 8 milímetros de grosor. Ambas esferas están conectadas por medio de cuerdas (a veces cientos) pequeñas. Las esferas generalmente tienen una o dos entradas en forma de túnel.